# メモリアル (人権団体)
メモリアル (ロシア語: Мемориал; IPA: [mʲɪmərʲɪˈaɫ]) は、ロシアの人権団体である。ソビエト連邦がまだ存在していた1987年～1990年にかけて23の支部が設立され活動した。2022年、ノーベル平和賞受賞。

## 概要
メモリアルはロシアの人権団体でソビエト時代の大粛清や政治弾圧に関する歴史や記憶を編纂し公開する活動をおこなっており、ロシア各地や他国に支部を持っている。ロシア北西部、中央部、ウラル、シベリアの最も古いメモリアル支部は独自のウェブサイトを開発し、独立したローカルな研究を記録し、サンクト・ペテルブルク リャザン、ペルミ、トムスク、クラスノヤルスクなどの地域におけるソビエト政権の犯罪を公表している。
メモリアルは中央集権的な組織というよりは運動であり、2018年までにロシアに60以上のメモリアルと関連組織の支部があった。 これらの支部のうち4分の1は2014年以降に設立された。各支部は人権、過去の記録、若者教育、「政治的弾圧の犠牲者」のためのリメンバランス・デイに関する同様の懸念を共有しているが、地域のニーズ、メンバー、状況に応じて、地域ごとに焦点が異なり、例えばリャザン・メモリアルのウェブサイトは "HRO.org" (Human Rights Organisation)というタイトルである。トムスク・メモリアルは "nkvd.tomsk.ru "というウェブサイトを経由してアクセスすることができる。
2012年7月にロシアで外国エージェント法が可決された後、メモリアルは公的な圧力を受けるようになり、2014年7月21日、メモリアル人権センターはロシア司法省によって「外国エージェント」と宣言された。この指定は2015年11月にはサンクトペテルブルク・メモリアルの研究情報センターに、2016年10月4日にはメモリアル・インターナショナル自体にまで拡大され、2021年12月28日にロシア最高裁判所は外国エージェント法違反でメモリアル・インターナショナルに閉鎖するよう命じた。

## 初期の歴史と前身
メモリアルの設立は、ソ連の改革運動であるペレストロイカで明らかになったソ連の過去の中でも特にソ連周辺の特定の「ホットスポット」における現在の人権に対する懸念への対応が始まりだった。後にメモリアルが追求する目標のうち初期に出された声明には、ブレジネフ時代の反体制派がおこなったアレクサンドル・ソルジェニーツィンのモスクワ追放後の1974年2月13日の『モスクワ・アピール』でされたものもある。 この声明の中でメモリアルは、『収容所群島』の出版や過去に関する全ての秘密警察の公文書の公開、ソ連秘密警察の犯罪を検証するための国際法廷の開催を要求した。
1980年代後半になるとメモリアルの目標のいくつかは実現可能となり、レフ・ポノマリョフ、ユーリ・サモドゥロフ、ヴャチェスラフ・イグルノフ、ドミトリー・レオノフ、アルセニー・ロギンスキーなどの活動家が、ヨシフ・スターリンの圧政による犠牲者を記念する複合施設を提案するようになった。彼らの構想には記念碑や博物館、資料館、図書館が含まれていた。そして、「全国非公式運動」が始まった。メモリアルは1988年のソ連邦共産党第19回全連邦協議会に請願書を提出し、スターリン時代の人格崇拝による政治弾圧の犠牲者のための記念碑を建てるという政治局の提案を支持した。1961年の第22回ソ連共産党大会でも同様の決定はなされていたが、長年無視されていた。
メモリアルの発展の歴史の中で重要な出来事は、1988年10月29日と30日に開催されたモスクワ会議である。官僚と穏健派の失敗で延期されたモスクワ会議には57の町や都市から338人の代表が集まった。11月16日付の政治局への報告で、KGBの新長官ウラジミール・クリュチコフは、代表者の66％がモスクワとモスクワ地方から来たと観察している。クリュチコフの主な関心は、2日間のイベントで元反体制派や若い活動家がおこなった「挑発的な発言」にあった。会議には創造的職業者による組合（建築家、デザイナー、芸術家、映画製作者）の秘書が評議員候補として出席していた。出席者の中にはモスクワ人民戦線や新しく設立された民主連合、グラスノスチ、エクスプレス・クロニクルといった無検閲の定期刊行物などのより急進的な声をあげる者もあった。この会議では、反体制派のラリーサ・ボゴラズとエレナ・ボナー、そしてソロフキ強制収容所の初期の収容者であった80代の作家オレグ・ヴォルコフが演説をおこなった。クリュチコフは政治局への報告の中で、後にメモリアル・インターナショナル会長（1998-2017）となるアルセニー・ロギンスキーを特に発言力のある人物として取り上げている。メモリアルはソ連末期のヘルシンキ・グループの後継者となるべきであるとロギンスキーは述べ、見習うべきモデルとして『時事通信クロニクル』（1968-1982）とその編纂者たちの名前を挙げている。
翌年の1989年1月26日～28日にモスクワ航空研究所で開催された会議では、「歴史と教育」のための協会としてメモリアルが設立された。2年後には「メモリアル」公民権擁護センターも設立された。モスクワの街頭で行われた無作為の投票では、市民がメモリアル協会の評議員候補にふさわしいと思う人物を多数挙げ、その中にはアレクサンドル・ソルジェニーツィンも名を連ねていた。しかしソルジェニーツィンは公の場では海外からの支援はほとんどできないと言い、また「弾圧的措置は1917年の十月革命から始まっているので、プロジェクトの範囲をスターリン時代に限定するべきではない」とアンドレイ・サハロフに私的に言ってメモリアルへの招待を断った。
メモリアル協会は1990年に正式な地位を得るまで、正式には認められなかった。
ソ連崩壊後の1992年4月19日、メモリアルは「歴史、教育、人権、慈善団体」である国際NGOとして再組織され、ロシア、ウクライナ、カザフスタン、ラトビア、グルジア、ドイツ、チェコ共和国、イタリアのソ連崩壊後に生まれた国々にも組織を持つようになり、最近ではフランスにも組織が存在している。

## 使命と活動
ソ連崩壊後の1991年12月にメモリアルは「歴史、教育、人権、慈善」活動をおこなう団体、インターナショナル・メモリアルとして再出発した。1992年の憲章によると、メモリアルは以下のような目標を掲げている。
- 成熟した市民社会と法の支配に基づく民主主義を推進し、全体主義への回帰を防止すること。
- 民主主義と法の価値に基づく国民の意識の形成を助け、全体主義的な思考と行動のパターンを排除し、日常の政治と公的生活において人権を確固としたものにすること。
- 歴史的過去についての真実を促進し、全体主義体制によっておこなわれた政治的弾圧の犠牲者の記憶を永続させること。

メモリアルのオンラインデータベースには、ソ連での政治的弾圧の犠牲者の詳細が含まれている。第5版では300万人以上の名前が登録されているが、メモリアルは75％の犠牲者がまだ特定され記録されていないと推定している。
メモリアルは収容所の犠牲者のために法的・経済的な支援を組織している。また、政治弾圧の歴史に関する調査をおこない、その結果を書籍や論文、展示会、博物館、加盟団体のウェブサイトなどで公表している。

## 復権と追悼

### 追悼の日と追悼の場
モスクワ・メモリアルは、毎年10月30日を「政治弾圧の犠牲者を追悼する日」とする反体制派の長年の伝統に従うようロシア当局を説得した組織の一つである。その後30年間、追悼の日はロシア全土で採用され、2016年までに「ロシア共同墓地」のウェブサイトに記載されている411ヶ所の埋葬地と記念地のうち103ヶ所で10月30日に年次行事が開催された。
1990年10月30日、モスクワのルビャンカ広場にあるポリテク博物館前に、白海にあるソロヴェツキー強制収容所から出土した無地の巨石が設置された。巨石が設置されたのは1918年からあるソ連のKGBや現在のロシア連邦保安庁本部のすぐ近くであり、記念碑の台座には「政治的抑圧の犠牲者に捧ぐ」と書かれている。記念碑ができたことで同様の記念碑のあり方について、長い間議論されていたが結論の出なかったことが解決された。

### ソロヴェツキーの石
ソロヴェツキーの石は、レーニンがソビエト連邦の指導者だった1923年にソビエト連邦初の常設の強制収容所が設立されたことを想起させるものだった。ソルジェニーツィンはソロヴェツキー諸島のソロヴェキ強制収容所は、そこから進化した収容所システムの全てがソ連全体に癌のように広がっている悪性細胞だったと喩えている。 時とともにソロヴェツキーの石はモスクワにおける追悼の中心地となった。このアイデアは他の場所でも再現され、サンクトペテルブルクでは2002年に地元のメモリアル協会が同様の記念碑を建立した。
きっかけとなったのは1990年にアルハンゲリスクのローカルな「ソヴェスト（良心）」協会が、同じ目的で巨石を建立する準備をしていたことにある。モスクワ・メモリアルはソヴェスト協会に同様の巨石の選定を依頼し、モスクワへの輸送を手配しルビャンカ広場に建立した。それから9ヶ月間、ソロヴェツキーの石は広場の中央に1958年に建立されたチェーカー創設者フェリックス・ジェルジンスキー像と対面するように設置されていたが、1991年8月のクーデター未遂の後、ジェルジンスキー像は倒され撤去された。
1990年代には、ソロヴェツキーの石はモスクワで毎年10月30日におこなわれる「追悼の日」の記念式典の会場となり、2007年からは毎年、前日の10月29日に行われる「名前復活」のセレモニー会場にもなっている。セレモニーでは1930年代にモスクワやモスクワ地方で処刑された人々や収容所に送られた人々の名前を読み上げるために、ボランティアによる長い行列が何時間も続いており、2016年の読み上げは12時間も続いた。

### 1991年10月の復権法
メモリアルは「政治的弾圧の犠牲者の復権に関する法律」を起草し、ソビエト連邦最高会議での通過を確保するために活動した団体個人の1つである。この法律により、1200万人のロシア国民とその子孫が政治的弾圧の犠牲者として認定された。当時は1956年から1964年のフルシチョフ政権時代や1985年から1991年のゴルバチョフ政権時代には、この法律で正式に復権された人たちだけが偉業を成し遂げたと考えられていた。例えば、強制的なコルホーズ（1928-1933）の際に「強制移住」され追放された農民の家族の多くは、1990年代になってようやく社会復帰を果たすようになったが、この法律は除外している。

### 市と連邦政府当局の後退の姿勢
2018年10月、モスクワ当局は、今後ウラジーミル・プーチン大統領とロシア正教会のキリル総主教によって2017年10月30日に除幕された新しい「悲しみの壁」で記念行為をおこなうことを提案した。それ以前は伝統と国民感情が強すぎて、ロシア連邦保安庁本部から道を隔てたソロヴェツキーの石以外の場所でイベントをおこなうことができなかった。
しかし2020年現在、ルビャンカ広場の下の歩行者用通路には書店「ビブリオ・グローバス」、おもちゃ屋「デツキー・ミル」、地下鉄のルビャンカ広場駅への案内はあるがこのモニュメントへの案内は追記されていない。何年経っても、FSB（KGB）本部や政治的弾圧の犠牲者の記念碑への案内路は何も示されていない。
2020年12月にはジェルジンスキー像がルビャンカ広場中央の元の場所に戻ることが提案され、「ロシア人将校」と名乗るグループがキャンペーンを始め、2021年4月26日にモスクワ市検察庁によって像の撤去が違法とされたと発表された。反対派はこの行動に反対する人々に提案を抗議するように促した。

## 研究・教育・情報
メモリアル・インターナショナルは設立してから特に2012年以降、その活動の幅を広げている。現在ではラスト・アドレス・プロジェクトや、「ベルリンとその恐怖のトポグラフィーの遠足と展示会」の例にならい、モスクワと他のロシアの都市でソ連時代の教育的事業を企画している。

### アーカイブとオンラインデータベース
2005年時点でメモリアルはソビエト政権による政治的弾圧の犠牲者130万人以上を記録したデータベースを持っている。 データベースは最初CDとして発行されたが、2020年までに第5版のデータベースがオンラインで一般公開され、ソ連時代に銃殺や投獄、追放された人々の300万以上の記録がされている。この資料は主に1980年代末以降にロシア各地の「追悼本」に集められた情報を収集することによって作成されている。データベースについてメモリアルはその一見「印象的な数」について次のようにコメントしている。
現在のバージョンでは、1991年10月の「政治的弾圧の犠牲者の復権に関する」法律の適用を受ける個人に限定し、処刑、投獄、国外追放された人だけを含めても（ソ連の）政治テロの犠牲者の4分の1以下と推定している。
このデータベースは旧ソ連の複数の言語（ロシア語、ウクライナ語、グルジア語、ベラルーシ語）で提供されており、銃殺、投獄、追放された人々の親族や子孫、犠牲者やその家族に関する情報の提供を呼びかけている。データベースはソ連の保安機関や警察が個人について保管している事件簿というドライな記録以外にも情報源を広げることにつながっていった。

### スクール・プログラム
1999年から毎年、メモリアルは中高生を対象に「個人と歴史：20世紀のロシア」をテーマとしたコンクールを開催している。毎年1,500〜2,000点の応募があり、優秀作品40点の作者はモスクワに招待され、特別なスクールアカデミーと授賞式に出席する。審査委員長は、過去にオットー・シグルドとスヴェトラーナ・アレクシエーヴィッチが務めた。現在は作家のリュドミラ・ウリツカヤが審査委員長を務めている。
審査員によるとロシアの最も遠い地域から送られてくる最優秀作品もある。現在までに26の優秀作品集が出版されており、そのほとんどは「歴史の授業」サイトで見ることができる。

### 「ヴァーチャル収容所」と「記憶の地図」（「ロシア共同墓地」）
21世紀初頭、サンクトペテルブルクのメモリアルは「ヴァーチャル収容所」博物館の創設に取り組んだ。この取り組みは旧ソ連各地からの研究やアーカイブを集め、収容所の存在や収容者の生活を記念・記録することを目的としたものであった。
しかし2009年にペテルブルクでプロジェクトのベースとなる資料の多くが押収され、情報技術の更新の必要性に迫られたことから、ロシア全土の埋葬地、墓地、記念施設の地図を作成することになった。ヴァーチャル収容所は2016年にロシア語で発表され、2021年8月には英語版「ロシア共同墓地の恐怖とグラグ」が続いた。このユニークな資料は、400ヶ所以上の場所を記録し、一部は内戦まで遡り、保存・保護状態やモニュメント、式典の有無などを記載している。
"ロシア共同墓地 "には、クラスニー・ボルのような大粛清の殺害現場や強制収容所の廃墟だけでなく、「強制移住」させられた農民の家族、ポーランド人やリトアニア人などが数万人規模で追放された「特別」居住地の墓地138ヶ所が含まれている。
「ロシア共同墓地」が記録した活動を物語る、大粛清時代の2つの処刑場がある。1つはペテルブルグ近郊のコヴァレフスキーの森で、メモリアルはそこで殺され埋葬された4500人の赤色テロ犠牲者とされる人々を記念して、コヴァレフスキーの森に国立記念博物館複合施設を建設しようとしている。2002年にはメモリアルの会員が遺体を発見した。1937年から1938年にかけてのカレリアのサンダルモフ殺害現場には、ユーリー・A・ドミトリエフの努力により独自の記念館がすでに存在している。1997年7月、サンクトペテルブルクとカレリア・メモリアル協会の共同調査がおこなわれ、ドミトリエフ、イリーナ・フリゲ、ベニアミン・ジョフが主導し、1937年と1938年に処刑された少なくとも6000人のスターリンの犠牲者の遺体が埋葬された236の共同墓地が発見された。2016年、ロシア政府はサンダルモフでの銃撃事件に関する説明を修正し、死者の中には1941年から1944年にかけて侵攻したフィンランド人によって銃殺されたソ連軍捕虜が含まれていると主張しようとした。メモリアル代表者はロシア政府の主張の背後にある動機とそれを裏付けるとされる新証拠の両方に異議を唱えた。

### 時事クロニクル（1968年～1982年）
2008年、メモリアルHRCは、ソ連で配布されていた有名な地下出版物「時事クロニクル」のオンライン版を立ち上げた。不定期に発行される時事クロニクルは、1968年から1983年までソ連で地下のタイプスクリプト形式で配布されたものであり、全63号が英語に翻訳され、海外でも出版されており、西側の学識者はスターリン後のソ連における人権について信頼できる重要な情報源であるとみなしていた。
オンライン版の立ち上げは、カレトニー・ペレウロクにあるメモリアル社のオフィスでおこなわれた。セルゲイ・コバレフやアレクサンドル・ラヴートなど、地下出版物の元編集者が多数参加した。

### メディア
メモリアルはこのテーマに関連したさまざまな出版物や映画の制作に資金を提供・支援している。チェチェンの山村ズムソイの人々の生活と、ロシア軍やゲリラ戦闘員による軍事的襲撃や強制失踪に直面しながらも文化的アイデンティティを守ろうとする彼らの闘いに焦点を当てたドキュメンタリー映画『The Crying Sun』（2007）もその1つであった。この25分間の映画は、WITNESSと共同で制作された。

## 受賞・ノミネート
2004年、メモリアル人権センター（HRC）は、ロシアと他の旧ソ連における人権侵害の記録に関する活動に対して、「過去の遺産に対する持続可能な解決策が達成されるためには、歴史は記録され理解され、どこでも人権が尊重されなければならないことを、非常に困難な状況下で、大きな個人的勇気を持って示したこと」を理由にライト・ライブリフッド賞を受賞した。
同年、国連難民高等弁務官事務所（UNHCR）は、ロシアの強制移住者や国内避難民、アフリカ、アジア、中東からの難民のために幅広いサービスを提供しているとして、メモリアルHRCを年間ナンセン難民賞の受賞者として選出した。
2008年にメモリアルはヘルマン・ケステン賞を、2009年に殺害されたメモリアルの活動家ナターリア・エステミロワを記念して、欧州連合のサハロフ賞を受賞した。受賞を発表した欧州議会のイェジ・ブゼク議長は、「ロシア連邦における人権擁護者を取り巻く恐怖と暴力の輪を終わらせるために貢献したい」と述べている メモリアルの理事であるオレグ・オルロフは、この賞が「ロシアの権利活動家にとって困難な時期に必要とされる精神的支援」を意味するとコメントし、この賞を「メモリアルの活動や、我々のすべての同僚である非常に難しい状況で活動しているロシアの権利活動家たちの活動に高い価値が置かれていることのしるし」だと考えていると述べた受賞に伴う賞金として、5万ユーロが2009年12月にメモリアに与えられた。
メモリアルの創設者でスタッフの一人である作家・歴史家のイリーナ・シェルバコワは、メモリアルの活動に関連した業績により、オシエツキー賞とゲーテ・メダルを授与された。
2009年、メモリアルHRCは、絶滅危惧民族協会からビクター・ゴランツ賞を受賞した。
2015年2月4日、レフ・ワウエルサは2014年のノーベル平和賞にメモリアル・インターナショナルを推薦した。

## 政府による標的
1990年代には、メモリアルの研究者がFSBの中央公文書館にアクセスし、強制移住、グラグ、大粛清に関する多くの重要な文書が発見され出版された。だが、首都以外の全国的な状況はかなり異なっていた。アーティクル20のオルガ・グネズディロヴァによれば、2012年にプーチンが3期目の再選を果たした後、市民社会全体の中で特にメモリアルはますます不利な状況に立たされたといい、「2012年の夏以降、ロシアでは言論の自由と一般市民の国家運営への参加を制限する数十もの法律が可決されました。当局の無制限な権力は少しも形成され始めることすらなかったチェック&バランスのシステムを破壊してしまったのです。そのシステムの一部が市民社会である」と述べている。

### 2008年のデジタルアーカイブの没収
2008年12月4日にメモリアルのサンクトペテルブルク事務所が当局の家宅捜索を受けた。家宅捜索によって20年分の研究成果を収めたハードディスク11枚が押収され、そこに収められた情報は「何十万もの名前を持つ、誰もがアクセスできるデータベース」を開発するために使われていた。ディレクターのイリーナ・フリゲは、メモリアルがプーチニズムの間違った側、特に「スターリンとソビエト政権が偉大な国を作ることに成功したという」考えからターゲットにされていると考えていた。
この襲撃はノヴィ・ペテルブルク紙の2007年6月号に載った外国人嫌悪の記事に関連しているとされたが、メモリアルは出版物との関連性を否定した。ロシアの一部の人権派弁護士は、サンクトペテルブルク・メモリアルが2006年にイギリスでロシアの元スパイ、アレクサンドル・リトビネンコ殺害に関して発禁された映画『リベリオン―リトビネンコ事件』（2007）を上映したことに対する報復だと推測している。
モスクワのヒューマン・ライツ・ウォッチのディレクターであるアリソン・ギルは、「この非道な警察の捜索はロシアにおける非政府組織に対する有毒な風潮を示している（中略）これは批判的な声を黙らせようとする（中略）ロシア政府によるあからさまな挑戦だ」と述べた。世界中の学者たちがディスクと資料の押収を非難する当時のドミートリー・メドヴェージェフ大統領への公開書簡に署名した。アメリカもこの捜索について「深く懸念する」と表明した。国務省のショーン・マコーマック報道官は「残念ながら、メモリアルに対するこの行動は、ロシアにおける結社と表現の自由に対する圧力の孤立した例ではない」と述べた。
2009年3月20日、市のジェルジンスキー地方裁判所は、2008年12月の12台のハードディスクの捜索と没収は手続き違反であり、法執行機関の行動は違法であると判決を下した。 結局、2009年に12のHDDと光学ディスクと書類の一部はメモリアルに返還された。

### チェチェンおよび北コーカサスにおける活動（1994年～2018年）
第一次チェチェン紛争（1994-1996）では、ロシアの人権オンブズマンのセルゲイ・コヴァリョフが連邦航空の爆撃を受けながらグロズヌイで何日も過ごし、メモリアルにつながる活動家が重要な役割を担った。彼らは紛争の両陣営の間を行き来し、行方不明者の捜索や戦闘中に死亡した人々の搬送を手配した。
第二次チェチェン紛争（1999年～2005年）では、人権活動家が公平に行動することがより困難になった。グロズヌイにあるメモリアルの事務所は当局による襲撃を頻繁に受けた。殺されたジャーナリスト、アンナ・ポリトコフスカヤ（1958-2006）の同僚であるメモリアル活動家のナタリア・エステミロワは、彼女自身もグロズヌイで誘拐され、2009年7月15日に隣のイングーシで射殺されるまでチェチェンでの虐殺と誘拐の調査をしていた。BBCの記者は彼女の死が同国に支援された民兵の調査に関係していると示唆している。その3日後にメモリアルは「たとえ彼らが仕事を続ける準備ができていても、我々の同僚の命を危険にさらすことはできない」と述べ、チェチェンでの活動を停止した。
メモリアルの理事で北カフカスに詳しいオレグ・オルロフは、チェチェンの大統領ラムザン・カディロフがエステミロワの殺人の背後にいると非難している 。一方でカディロフはその関与を否定し、名誉毀損でメモリアルを訴え、その訴状の中でオルロフを名指した。
2018年1月17日には覆面の放火犯がイングーシのナズランにあるメモリアルの北コーカサス事務所に放火した。

### "外国エージェント "の地位（2014年～2020年）
メモリアルの中で最初に「外国人エージェント」とされたのは2014年7月のモスクワにある人権センターである。翌年、司法省はサンクトペテルブルク・メモリアルのリサーチ＆インフォメーションセンター、エカテリンブルクの2つのメモリアル組織、そしてリャザン・メモリアルを「外国エージェント」に指定した。そして2016年10月4日、海外から資金を受け入れ「政治活動」に従事する組織に対して「外国エージェント」としての登録と申告を義務付ける法律が、メモリアル・インターナショナルに適用された 。
メモリアルHRCとインターナショナル・メモリアルはこの地位の指定に対して法廷で異議を唱え、ロシアの司法制度での法的手段を尽くした後、ストラスブールの欧州人権裁判所（ECHR）に申請した。ペテルブルグ記念館の研究情報センターはメモリアルの仕事とプロジェクトを継続すると宣言したが、「全ての出版物にそのようなスタンプを押すつもりはない」として外国エージェントであることを指定し「RICメモリアルの公的活動はヨッフェ財団によって継続されることをすべての関係者に」伝えた。
2015年の年次「外国エージェント」監査において、ロシア司法省はメモリアル人権センターを「ロシア連邦の憲法秩序の基礎を損ねる」と非難し、同国の「政治体制の変化」を呼びかけたとした 。
2018年にヒューマン・ライツ・ウォッチは、メモリアル・インターナショナルlの「外国エージェント」指定は、NGOや市民社会との国の継続的な戦いの一部であると書いている。 2019年秋までに、メモリアルと新会長であるヤン・ラチンスキーは外国エージェント法の条件を侵害したとして370万ルーブルの罰金を命じられ、クラウドファンディングを通じて資金を集めた。 2020年にメモリアルはこれらの過度の罰金や嫌がらせについてECHRへの訴状を提出している。

### 脅迫と閉鎖命令（2021年）
2021年10月14日、約20人の男がメモリアルのモスクワ事務所に押し入り、ジョーンズの映画の公開と上映について敵意のある言葉を吐き妨害した。メモリアルのスタッフは警察に通報したが、警官が到着するまでに侵入者の大半は逃走し、警察は残った3人だけを連行した。その後、警察は説明もなくメモリアルの建物にいる人々の外出を阻止し、深夜まで何時間も拘束し、全員にパスポートの詳細・住所・電話番号・学歴・職場・肩書きに関する情報を提供するよう強要した。
メモリアルの閉鎖を求める最初の声は、2014年に最高裁への申請でアレクサンドル・コノヴァロフ司法大臣によっておこなわれた。もしメモリアルが閉鎖された場合、組織の多くの支部は再登録してから国中の連絡を回復しなければならないとアルセニー・ロギンスキー会長はコメントしている。2015年1月に裁判所は司法省の要請を支持しないことを発表した 。
2021年11月11日、ロシア検察庁はロシアの外国エージェント法違反についてメモリアル・インターナショナルの閉鎖を求める訴訟を最高裁判所に提出したことを発表した。 翌日、モスクワ市検察庁がメモリアル人権センターの閉鎖を求める訴訟をモスクワ市裁判所に起こしたことが明らかになり 、訴訟はそれぞれ26日と23日におこなわれた。そして同年12月28日、ロシア最高裁判所は、外国代理人法違反でメモリアル・インターナショナルに閉鎖を命じた。

## 今後の展開
2021年4月、メモリアル創立メンバーであり研究者のセルゲイ・クリヴェンコと祖父の運命を調べることから始め、この10年間は1930年代の政治弾圧に関する広範な研究をしているセルゲイ・プルドフスキーは、1937年から1938年の大粛清時代に内務人民委員部（NKVD）がおこなった「国家」作戦に関する研究を発表した。入手可能な文書を調べると、彼らはNKVDとKGBの誇り高き後継者であるFSBが、ボリス・エリツィン大統領が1992年6月に出した勅令の条件をまだ満たしていないことを指摘した。これは「集団弾圧策と人権侵害の根拠となった」すべての立法行為と他の文書を3ヶ月以内に機密解除して公開すべきとするものであった。
ソ連の大粛清は明らかに「人道に対する罪」であり時効の対象にはならない。1968年にソ連は「戦争犯罪及び人道に反する罪に対する時効不適用に関する条約」に加盟していたが、それから数十年、1992年の大統領令から30年後、研究者はFSBの地方支部に80年以上前の大粛清に関する文書を公開するよう圧力をかけるために裁判所に提訴している。
今日のロシアで増え続ける良心の囚人と政治犯のリスト（メモリアル人権センターは2021年11月9日に377名の最新リストを発表した）にはメモリアルが当初から過去の残虐行為と今日の人権侵害の間に描いた明確な関連性と見られる。これは一方ではソ連・ロシア周辺のホットスポットであるチェチェンの二つの戦争あるいは近隣諸国（グルジア、ウクライナ）との最近の紛争、もう一方でますます弾圧を受ける現在の国内政権について言及するものである。